# Patan (Rajasthan)
Patan o Keshorai Patan és una ciutat i municipalitat del Rajasthan al districte de Bundi. La població al cens del 2001 era de 21.119 habitants (el 1881 era de 3.937 habitants). Està situada a la riba nord del Chambal, a 25° 18′ N, 75° 56′ E / 25.300°N,75.933°E, al sud-est de Bundi (ciutat) i al nord-est de Kota (ciutat). És una població de gran antiguitat ja esmentada al Mahabharata.